# Багатоцільовий корвет проєкту 621
Багатоцільовий корвет проєкту 621 (тип «Гаврон») — запланований клас багатоцільових корветів замовлених ВМС Польщі. Тип Гаврон є варіацією проєкту MEKO A-100 розробки корабельні Blohm + Voss в Німеччині. Будівництво першого корабля цього типу розпочалося в 2001 році. Проєкт було скасовано в лютому 2012 але в жовтні 2013 року було підписано новий контракт на завершення існуючого корпусу, як патрульного корабля до 2016 року. 2 липня 2015 року патрульний корабель ORP Ślązak (241) було охрещено й запущено; його входження до строю очікується в 2018 році.
8 листопада 2019-го року, у місті Гдиня було підписано акт про доставку та приймання корвету Ślązak (241) до складу ВМС Польщі.

## Будівництво
Початково планувалося будівництво 7 корветів типу Гаврон, але станом на 2009 рік, було розпочато роботи лише над одним кораблем, який згодом отримав назву Слязак (пол. Сілезієць). Програма весь час відкладалася через недостатність фінансування від держави та затримки в обранні остаточного варіанту конфігурації оснащення та озброєння. Корпус було запущено на воду 16 вересня 2009 року, проте програму було скасовано через фінансово-економічну кризу. Згодом роботи було продовжено та перший корабель мав бути прийнятий до складу флоту до 2015 року. Однак, 24 лютого 2012 року польським прем'єром Дональдом Туском було оголошено, що проєкт скасовано.
На час скасування, корпус першого корабля був здебільшого завершений та коштував 402 млн. PLN (~US$130м), але його оснащення оцінювалося додатково в 1 млрд PLN (~US$320м). Єдиний існуючий корпус типу Гаврон буде завершено без основного озброєння, як великий патрульний корабель, а коштуватиме це 100 млн. злотих.

## Кораблі
| назва       | Статус    | Зауваження                                        |
| ----------- | --------- | ------------------------------------------------- |
| Ślązak      | Скасовано | Перепрофільовано на морський патрульний корабель. |
| Kujawiak    | Скасовано |                                                   |
| Krakowiak   | Скасовано |                                                   |
| Mazur       | Скасовано |                                                   |
| Kurp        | Скасовано |                                                   |
| Góral       | Скасовано |                                                   |
| Mazowieckie | Скасовано |                                                   |

## Зовнішні посилання
- Mateusz Ossowski "Projekt 621 (typ Gawron)" Detailed Article on Gawron-class frigate (пол.)
- "Włoska siłownia Gawrona" [Архівовано 5 березня 2016 у Wayback Machine.] Portal Morski (пол.)
- Польща завершила добудову корвету «Gawron». mil.in.ua. Український мілітарний портал. 18 грудня 2017. Архів оригіналу за 16 січня 2018. Процитовано 15 січня 2018.
- Про польський корвет «Gawron» та наболіле. wartime.org.ua. Військова панорама. 22 грудня 2017. Архів оригіналу за 16 січня 2018. Процитовано 15 січня 2018.
- Стан будівництва корвету “Gawron” для ВМС Польщі. mil.in.ua. Український мілітарний портал. 16 січня 2018. Архів оригіналу за 17 січня 2018. Процитовано 16 січня 2018.
- Польський корвет-довгобуд вийшов на ходові випробування. mil.in.ua. Національний промисловий портал. 19 листопада 2018. Процитовано 19 листопада 2018.